# (464571) 2016 CS64
(464571) 2016 CS64 es un asteroide perteneciente al cinturón de asteroides, descubierto el 18 de octubre de 2003 por el equipo Spacewatch desde el Observatorio Nacional de Kitt Peak (Arizona, Estados Unidos).